# Dos corbs negres baixistes
Dos corbs negres baixistes (en anglès: Bearish Two Crows) és un patró d'espelmes japoneses format per tres espelmes que indica un possible canvi de tendència alcista; rep aquesta denominació per les dues espelmes negres que apareixen al patró.

## Criteri de reconeixement
1. La tendència prèvia és alcista.
2. Es forma un gran espelma blanca en consonància amb la tendència alcista.
3. El segon dia s'obre amb gap alcista, però es tanca per sota de l'obertura formant un espelma negra
4. El tercer dia es forma una altra espelma negra que obre per sota del tancament anterior, omple el gap alcista precedent, i tanca enmig del cos de la blanca

## Explicació
En un context de tendència alcista perllongada s'observa el segon dia que malgrat obrir amb gap a l'alça s'acaba tancant per sota (espelma negra), primera evidència de la pèrdua de força de la tendència. El tercer dia ja s'obre per sota, s'omple el gap i s'acaba tancant encara més per sota, evidència del deteriorament de la força compradora.

## Factors importants
És similar a l'estel vespertí baixista per bé que amb menys força doncs no hi ha gap previ a la tercera espelma. Es recomana esperar a la confirmació al quart dia següent en forma gap baixita, un trencament de tendència, o sinó en forma d'espelma negra amb tancament inferior.